# JSON
JSON (en. JavaScript Object Notation) je lagani tekstualni format za razmjenu podataka koji je jednostavan za čitanje i pisanje, kako ljudima, tako i računalima. Izveden je iz JavaScript notacije objekata, ali je neovisan o programskom jeziku, što ga čini univerzalnim za korištenje u različitim tehnologijama
JSON je danas standardni format za razmjenu podataka na internetu, zamijenivši starije formate poput XML-a zbog svoje jednostavnosti i lakše obrade.
Primjer JSON-a:
```
{

  
"ime"
:
 
"Marko"
,

  
"dob"
:
 
23
,

  
"jeStudent"
:
 
true
,

  
"kolegiji"
:
 
[
"Matematika"
,
 
"Informatika"
],

  
"adresa"
:
 
{

    
"ulica"
:
 
"Vukovarska"
,

    
"grad"
:
 
"Slavonski Brod"

  
}

}

```